# Nathaniel Niles
Nathaniel William Niles (Boston, Massachusetts, 5 de julho de 1886 – Brookline, Massachusetts, 11 de julho de 1932) foi um patinador artístico e tenista estadunidense.

## Principais resultados na patinação artística

### Individual masculino
| Resultados                                            | Resultados        | Resultados    | Resultados      | Resultados    | Resultados       | Resultados       | Resultados       | Resultados    | Resultados       | Resultados      | Resultados       | Resultados      | Resultados    |
| Internacional                                         | Internacional     | Internacional | Internacional   | Internacional | Internacional    | Internacional    | Internacional    | Internacional | Internacional    | Internacional   | Internacional    | Internacional   | Internacional |
| Evento/Temporada                                      | 1913– 1914        |               | 1917– 1918      |               | 1919– 1920       | 1920– 1921       | 1921– 1922       |               | 1923– 1924       | 1924– 1925      | 1925– 1926       | 1926– 1927      | 1927– 1928    |
| ----------------------------------------------------- | ----------------- | ------------- | --------------- | ------------- | ---------------- | ---------------- | ---------------- | ------------- | ---------------- | --------------- | ---------------- | --------------- | ------------- |
| Jogos Olímpicos                                       |                   |               | 6.º             |               |                  | 6.º              |                  |               |                  | 15.º            |                  |                 |               |
| Campeonato Mundial                                    |                   |               |                 |               |                  |                  |                  |               |                  | 10.º            |                  |                 |               |
| Campeonato Norte-Americano                            |                   |               |                 |               |                  |                  | Medalha de prata |               |                  |                 |                  |                 |               |
| Nacional                                              |                   |               |                 |               |                  |                  |                  |               |                  |                 |                  |                 |               |
| Campeonato dos Estados Unidos                         | Medalha de bronze |               | Medalha de ouro |               | Medalha de prata | Medalha de prata | Medalha de prata |               | Medalha de prata | Medalha de ouro | Medalha de prata | Medalha de ouro |               |
|                                                       |                   |               |                 |               |                  |                  |                  |               |                  |                 |                  |                 |               |
| Legenda: Competição não foi disputada nesta temporada |                   |               |                 |               |                  |                  |                  |               |                  |                 |                  |                 |               |

### Duplas com Theresa Weld
| Resultados                                            | Resultados       | Resultados    | Resultados      | Resultados    | Resultados      | Resultados       | Resultados      | Resultados      | Resultados      | Resultados       | Resultados      | Resultados       | Resultados       | Resultados       | Resultados    | Resultados    | Resultados    |
| Internacional                                         | Internacional    | Internacional | Internacional   | Internacional | Internacional   | Internacional    | Internacional   | Internacional   | Internacional   | Internacional    | Internacional   | Internacional    | Internacional    | Internacional    | Internacional | Internacional | Internacional |
| Evento/Temporada                                      | 1913– 1914       |               | 1917– 1918      |               | 1919– 1920      | 1920– 1921       | 1921– 1922      | 1922– 1923      | 1923– 1924      | 1924– 1925       | 1925– 1926      | 1926– 1927       | 1927– 1928       | 1928– 1929       | 1929– 1930    |               | 1931– 1932    |
| ----------------------------------------------------- | ---------------- | ------------- | --------------- | ------------- | --------------- | ---------------- | --------------- | --------------- | --------------- | ---------------- | --------------- | ---------------- | ---------------- | ---------------- | ------------- | ------------- | ------------- |
| Jogos Olímpicos                                       |                  |               | 4.º             |               |                 |                  | 6.º             |                 |                 |                  | 9.º             |                  |                  |                  |               |               |               |
| Campeonato Mundial                                    |                  |               |                 |               |                 |                  |                 |                 |                 |                  | 7.º             |                  | 6.º              | 8.º              |               |               |               |
| Campeonato Norte-Americano                            |                  |               |                 |               |                 | Medalha de prata |                 | Medalha de ouro |                 | Medalha de prata |                 | Medalha de prata |                  |                  |               |               |               |
| Nacional                                              |                  |               |                 |               |                 |                  |                 |                 |                 |                  |                 |                  |                  |                  |               |               |               |
| Campeonato dos Estados Unidos                         | Medalha de prata |               | Medalha de ouro |               | Medalha de ouro | Medalha de ouro  | Medalha de ouro | Medalha de ouro | Medalha de ouro | Medalha de ouro  | Medalha de ouro | Medalha de ouro  | Medalha de prata | Medalha de prata |               |               |               |
|                                                       |                  |               |                 |               |                 |                  |                 |                 |                 |                  |                 |                  |                  |                  |               |               |               |
| Legenda: Competição não foi disputada nesta temporada |                  |               |                 |               |                 |                  |                 |                 |                 |                  |                 |                  |                  |                  |               |               |               |

## Principais resultados no tênis

### Simples

#### Finais de simples perdidas
| Ano  | Torneio                    | Superfície | Adversários na final  | Pontos             |
| ---- | -------------------------- | ---------- | --------------------- | ------------------ |
| 1917 | U.S. National Championship | Dura       | Robert Lindley Murray | 7–5, 6–8, 3–6, 3–6 |

### Duplas mistas

#### Finais de duplas mistas vencidas
| Ano  | Torneio                    | Superfície | Parceira    | Adversário na final                   | Pontos        |
| ---- | -------------------------- | ---------- | ----------- | ------------------------------------- | ------------- |
| 1908 | U.S. National Championship | Dura       | Edith Rotch | Louise Hammond Raymond Raymond Little | 6–4, 4–6, 6–4 |